# The House of the Dead: Overkill
The House of the Dead: Overkill est un jeu vidéo de tir de type rail shooter sorti en 2009 sur Wii et édité par Sega. C'est l'un des volets de la saga The House of the Dead, qui a très peu de rapports avec les autres épisodes de la série, à part la présence de « G » et des morts-vivants. Avec ce jeu gore, inspiré de films de série B et au vocabulaire grossier à outrance, Sega visait un public adulte sur la Wii.
Un portage du jeu, en version un peu plus complète et nommée The House of the Dead: Overkill Extended Cut, est également disponible sur PlayStation 3.

## Synopsis
Ce jeu suit les débuts de l'agent "G" avec son partenaire de l'époque Isaac Washington. L'histoire commence alors que les héros vont investir le palais de « Papa Caesar », le responsable de la horde de mutants qui déferle sur Bayou City.

## Influence des films de série B
Entre les séquences de jeu, des cinématiques s'inspirent des films d'exploitation et de série B, chers au réalisateur Quentin Tarantino. Bradley Crooks, chef de studio chez Headstrong Games, a même souhaité inclure des filtres et des rayures, pour reproduire l'effet d'une bobine de film abîmée.
Overkill  est une parodie des films de série B des années 1970, car on nous présente deux agents qui n'ont peur de rien. Ils ont même l'air de s'amuser dans les différentes positions délicates que le jeu impose. Par ailleurs, chaque chapitre correspond à une parodie de situation courante de films comme la maison hantée, l'hôpital ou la prison.

## Système de jeu
Le jeu reste fidèle au gameplay des jeux précédents tirant profit des fonctionnalités de la Wiimote. Le jeu est également jouable au Wii Zapper et Sega a sorti un accessoire, le Sega Gun, qui a la forme d'un colt pour ce jeu. Quant à la version PlayStation 3, le PS move remplace le contrôleur de Nintendo, et la Dualshock 3 est également compatible. Un joueur incarne "G", l'autre Washington. Un mode deux armes est à débloquer dans la Version intégrale, qui permet au joueur de jouer seul avec une arme dans chaque main. Trois mini-jeux, à débloquer, peuvent être joués jusqu'à 4 joueurs.

## Développement
Dans une interview en 2008, Bradley Crooks, chef de studio chez Headstrong Games, déclarait créer un jeu "gore", en direction d'un public de joueurs avertis. Quelques mois plus tard, le lead designer du studio, Alastair Halsby, se montrait confiant dans la capacité de ce titre à attirer ce public, rappelant que Resident Evil 4 avait réussi à s'écouler à 1,5 million d'exemplaires sur la Wii à l'époque. Pour Steve Pritchard, directeur du développement, le fait que le jeu ne sorte pas sur des bornes de salle d'arcade a donné au studio une plus grande liberté de ton, leur permettant notamment d'employer un vocabulaire vulgaire. Et selon lui, Sega ne s'y serait pas opposé du tout.
Quelques 189 occurrences du mot "fuck" ont ainsi été recensées. Si bien que le Livre Guinness des records 2009 lui a décerné le titre de "jeu contenant le plus de jurons".
Chez Sega, The House of the Dead: Overkill s'inscrit dans la même démarche que MadWorld, jeu ultra-violent. Ces deux jeux, interdits à la vente en Allemagne, visaient un public adulte sur la Wii, considérée comme une console "familiale". Dans sa stratégie de marketing, l'éditeur avait inclus une bande-annonce de MadWorld dans Overkill ainsi qu'une publicité pour MadWorld au dos du manuel de jeu (ce que MadWorld avait fait pour Overkill).

## Personnages
- Agent "G" : "Il est intelligent, beau, immaculé. C'est un bleu! On l'appelle agent "G" son identité est un mystère…" Telle est la description de "G" par la voix off. Il est dirigé par le joueur 1 et c'est un "G" qui a l'esprit un tout petit peu plus jeune que dans son apparition dans le premier volet. Il n'aura insulté qu'une seule personne afin d'expliquer à Isaac qu'il ne pense même pas ce qu'il dit…
- Isaac Washington : "Isaac Washington, un flic play-boy. Tapez-lui sur le système et il vous arrachera les couilles!" Il n'aime pas les autres et insulte tout le monde de "motherfucker", sauf Clément qui est le vrai "motherfucker" de l'histoire… Il veut tuer Caesar pour "venger son vieux", mais échouera puis que Caesar sera tué par Clement. Durant tout le jeu il se disputera avec G (qu'il appel agent Gwendolyn) alors qu'au fond il l'apprécie (démontré par G en insultant Clement).
- Varla Guns : La sœur du premier boss Jasper Guns. Elle aidait son frère au service de papa Caesar. Elle ne vit maintenant que pour la vengeance car Caesar est le responsable de la mort de son frère. Mais elle échouera elle aussi et finira l'aventure sous forme de cerveau puisque la mère de Clement a pris son corps…
- Jasper Guns :"Un esprit de génie dans un corps brisé" il est le frère cadet de Varla. Il se sacrifie en s'injectant un produit de transformation afin de tuer Caesar qui avait menacé sa sœur, mais il perd le contrôle et attaque les agents. Il demandera à "G" de mettre fin à sa douleur et ce dernier accepte.
- Papa Caesar : Un criminel notoire, amateur de plats chinois et recherché par l'AMS. Associé à Clément, il souhaite envahir Bayou City à l'aide des mutants sous son contrôle. Il meurt de la main de Clément. Isaac accuse Caesar d'avoir tué son père. À la fin du film Scream Train, il donne une cassette à Isaac dont le contenu est révélé après le générique de fin où il explique qu'il avait des doutes sur Clement et que le père d'Isaac est toujours vivant.
- Clement Darling : Il est le gardien de la prison de Bayou City (on ne l'apprend qu'au début du film Jailhouse Judgment) et a aussi découvert le bunker militaire sous sa prison dans lequel ont eu lieu des expériences sur la mutation génétique. Il a aussi fait appel à Papa Caesar pour qu'il améliore le sérum de mutation dans le but de rendre à sa mère sa jeunesse. Il a aussi une forte idée sur les première impressions.

## Histoire
1. Papa's Palace of Pain: Il s'agit d'un manoir hanté par les mutants. « G » et Isaac y cherchent Caesar jusque dans les souterrains mais il s'enfuit. Le boss est Jasper Guns, sous forme de mutant surpuissant.
2. Balistic Trauma: ce film se passe à l'hôpital de Bayou City. C'est ici que l'on apprend l'existence d'un certain "Clément" impliqué dans cette affaire. Après avoir suivi Caesar, les deux agents se retrouvent dans cet hôpital. Le boss est un screamer, une jeune femme qui contrôle les esprits avec ses cris.
3. Carny: « Une fête foraine. Torture et douleur assurées ! » Les deux agents s'arrêtent à la fête foraine afin de chercher des traces de Caesar. En bonus, un petit tour dans un train fantôme. Les boss s'appellent Nigel et Sebastian. Nigel est le cerveau et Sebastian le nigaud. Il se partagent le même corps.
4. Scream Train : Les deux agents arrivent à la gare avec un camion de glace, juste au moment où Papa Caesar va prendre le train. Les deux agents et Varla se disputent pour savoir qui va le tuer. Caesar profite de la discorde pour faire démarrer le train, les deux agents montent juste à temps laissant Varla à la gare. Le boss est le Crawler, énorme, et aussi rapide que le train. Il essaye de lacérer les agents sur le toit.
5. Fetid Waters : Varla rattrape les agents qui ont sauté du train qui vient d'exploser. Mais Caesar la prend en otage et la force à aller à la prison. Isaac et « G » décident de traverser les marécages pour aller plus vite. À l'issue d'une partie endiablée de pierre papier ciseau, « G » convainc Isaac d'arrêter normalement et sans violence le boss mais cela ne servira pas à grand-chose… Le boss est le Lobber, la chose des marais, qui reste dans l'eau en balançant des boules de pus.
6. Jailhouse Judgment : Les agents arrivent à la prison de Bayou City et font la connaissance de Clement. Après avoir franchi la prison, ils se retrouvent à la salle d'exécution, côté spectateur. Ils assistent impuissants à la mort de Caesar et à l'enlèvement de Varla. Le jeu prétexte une coupure pub afin de séparer ce film du film "Overkill". Les boss sont deux Brutus, mais le joueur n'en affronte qu'un car le deuxième s'est fait tabasser par le premier.
7. Overkill : « 10 000 morts et ils ne font que commencer ! » Dernier film du jeu. Les agents prennent un élévateur qui les emmène dans un bunker. Ils assistent par radio à l'opération de transfert du corps de la mère de Clement. Varla, devenue démoniaque, tombe dans de l'agent chimique et se transforme en monstre. Le jeu prétexte alors un manque de moyens et donc l'impossibilité de prendre des cascadeurs pour le combat final. Après la coupure, les deux héros sortent du bunker. Ils sont suivis par Mother, le boss qu'ils n'ont pas battu. Le joueur utilise une arme spéciale pour ce combat et à la mort de Mother, le jeu se termine sur l'évacuation des agents avec une petite surprise à la fin de la cinématique.

## Version intégrale
La version intégrale correspond au mode histoire mais les films sont cette fois-ci en version intégrale. Cela signifie qu'il y a des scènes supplémentaires, des crédits limités et des armes réinitialisées ainsi que la possibilité de jouer en mode deux armes une fois la version intégrale terminée tandis que le mode histoire normale ne propose pas le mode deux armes mais le mode mutant extra qui propose plus de mutants.

## Accueil
- Famitsu : 30/40 (PS3)[6]
- Jeuxvideo.com : 15/20 (Wii)[7] - 15/20 (PS3)[8]